# Utz Rachowski
Utz Rachowski (* 23. Januar 1954 in Plauen, Vogtland) ist ein deutscher Schriftsteller.

## Biografie
Utz Rachowski geriet in der ab 1968 besuchten Erweiterten Oberschule der DDR in erste Konflikte mit der Staatssicherheit (MfS). 1971 wurde er wegen Gründung eines Philosophieclubs von der Oberschule verwiesen und aus der Freien Deutschen Jugend (FDJ) ausgeschlossen. Er absolvierte eine Lehre als Elektromonteur und anschließend seinen Grundwehrdienst bei der NVA.
1977 holte er an der Arbeiter-und-Bauern-Fakultät in Freiberg sein Abitur nach und begann in Leipzig das Medizinstudium. Nach zwei Semestern wurde er exmatrikuliert und arbeitete als Heizer. 1979 wurde er wegen Verbreitung eigener Gedichte sowie Literatur von Jürgen Fuchs, Reiner Kunze, Wolf Biermann, Gerulf Pannach und dem damit verbundenen Vorwurf „staatsfeindlicher Hetze“ zu 27 Monaten Haft verurteilt. Nach der Intervention von Reiner Kunze und Amnesty International wurde Rachowski 1980 in die Bundesrepublik entlassen. Dort studierte er in Göttingen und an der Freien Universität Berlin Kunstgeschichte und Philosophie.
Erste Veröffentlichungen von Utz Rachowski erschienen ab 1982. Mit Marianne Herzog blieb er der einzige Schriftsteller der Bundesrepublik, der (1981/1982) unter der Militärdiktatur in Polen einreiste und sich nach inhaftierten Kollegen erkundigte und ihre „gejagten“ Texte in die Bundesrepublik mitbrachte. 1984 wurde er Autor und Mitarbeiter des Berliner Oberbaum Verlages unter dem Verleger Siegfried Heinrichs.
Nach dem Fall der Mauer kehrte er mit Aufrechterhaltung des Westberliner Wohnsitzes ins Vogtland zurück. Im Jahr 1993 wurde er Mitbegründer und für die kommenden sieben Jahre lang, zusammen mit Axel Reitel und Roland Erb, Redakteur der Dresdner Literaturzeitschrift Ostragehege. Seit 2003 wirkt er als Bürgerberater für Betroffene der DDR-Diktatur im Auftrag des Sächsischen Landesbeauftragten für die Stasi-Unterlagen. Utz Rachowski lebt in Berlin und im Vogtland.
Utz Rachowski ist Mitglied im PEN-Zentrum deutschsprachiger Autoren im Ausland (ehemals Deutscher PEN-Club im Exil), im Redaktionsausschuss von Dyskurs A, Eugeniusz Geppert Academy of Fine Arts, Wrocław, sowie der Gesellschaft für zeitgenössische amerikanische Literatur in deutscher Sprache (Society for Contemporary American Literature in German – SCALG; USA).

## Werke
- Die Blicke der Nachbarn. Hörspiel. Saarländischer Rundfunk, 17. Juni 1983.
- Erzählungen, so traurige wie Sie. Erzählungen und ein beigefügter Bericht, Verlag europäische ideen, Berlin 1983, ISBN 3-921572-97-5.
- Der letzte Tag der Kindheit. Erzählungen und ein Gedicht. Oberbaum Verlag, Berlin 1986, ISBN 3-926409-02-9.
- Die Stimmen des Sommers. Erzählungen. Oberbaum Verlag, Berlin 1992, ISBN 3-926409-70-3.
- Namenlose. Erzählungen. BasisDruck, Berlin 1993, ISBN 3-86163-058-3.
- Mein Museum. Gedichte. Hellerau-Verlag, Dresden 1995, ISBN 3-910184-41-3.
- Erinnerungen an eine Jugend. Essays. Chemnitzer Verlag, 1995, ISBN 3-928678-19-1.
- Das Gesicht – der Schriftsteller – der Fall. Vorlesungen über die Prätention der Dichter, die Kompetenz und das Präsens als die Zeitform der Lyrik. Dresdner Poetikvorlesung 1999, Thelem Universitätsverlag, Dresden 2000, ISBN 3-933592-41-0.
- Red’ mir nicht von Minnigerode. Erzählungen, Essays, Interviews. Thelem Universitätsverlag, Dresden 2006, ISBN 3-937672-46-X.
- Meine Sommer, meine Winter und das andere. Hörbuch. Edition ERATA, Leipzig 2006, ISBN 3-86660-017-8.
- Jeder schweigt von etwas anderem. Dokumentarfilm über Utz Rachowski, Annegret Gollin und Tine & Matthias Storck. Lief erstmals auf der Berlinale 2006.
- Beide Sommer: Zwei Erzählungen und drei Essays. Leipziger Literaturverlag, 2011, ISBN 978-3-86660-121-5.
- Miss Suki oder Amerika ist nicht weit. Langgedicht um eine Cavalier-King-Charles-Dame. Zeichnungen von Thomas Beurich, Nachwort von Klaus Walther. Mironde Verlag, 2013, ISBN 978-3-937654-49-2.
- Die Dinge, die ich vergaß. Gedichte. Bookspot Verlag, München 2018, ISBN 978-3-95669-098-3.
- Poesiealbum Nr. 339. Gedichte. Märkischer Verlag Wilhelmshorst, Wilhelmshorst 2018.
- Die Lichter, die wir selbst entzünden: Essays – Reden – Portraits – Briefe aus dem Gefängnis. P&L Edition / Prosa & Lyrik, 2019, ISBN 978-3-95669-057-0.
- Es fielen die schönen Bilder. Poetenladen (Reihe Neue Lyrik), 2022, ISBN 978-3-948305-12-3.

### Werke in polnischer Übersetzung
- Miss Zuki czyli Ameryka jest całkiem blisko! Verlag Atut, Wrocław 2015 (mit einem Vorwort von Adam Zagajewski)
- Targ Łakoci (Naschmarkt). Verlag Series Interpretationum Litterariarum, Uniwersytet Wrocławski, Wrocław 2017 (mit einem Vorwort von Wojciech Kunicki)
- Unverschuldete Teilnahme – Niezawiniony Udział (Gedichte, Deutsch-Polnisch); Atut Verlag, Wrocław 2020 (Übersetzung und Nachwort von Ewa Szymani), ISBN 978-83-7977-543-9.
- Spaziergänge mit Miss Suki – Spacery z Miss Suki (Lang-Poem, Deutsch-Polnisch); Quaestio Verlag, Wrocław 2021 (Übersetzung Ewa Szymani, Nachwort von Ewa Matkowska), ISBN 978-2-7302-1691-3.

### Werke in französischer Übersetzung
- Das Licht aus den Gärten – La lumière des jardins (Gedichte und Erzählungen, Deutsch-Französisch); Verlag Les Éditions de l’Ècole Polytechnique, édition bilingue, Paris 2021 (Übersetzung Daniel Argelès; mit einem Essay des Übersetzers), ISBN 978-2-7302-1691-3.

### Werke in serbischer Übersetzung
- Uc Rahovski: Mis Zuki i Druge Pjesme  (Miss Suki und andere Gedichte, Übersetzung u. Nachwort: Stevan Tontić); Verlag Agora, Novi Sad 2022, ISBN 978-86-6053-353-3.

### Übersetzungen aus anderen Sprachen
- Jorge R. Sagastume: Im Schatten der Sehnsucht nach Freiheit, Argentinische Geschichten. Shoebox House Verlag, 2017, ISBN 978-3-941120-26-6.

## Auszeichnungen und Stipendien
- 1987: Förderpreis zum Andreas-Gryphius-Preis
- 1988: Stipendium der Hermann-Sudermann-Stiftung
- 1991: Förderpreis zum Mörike-Preis der Stadt Fellbach
- 1993–2006: mehrere Stipendien des Freistaates Sachsen / Kulturstiftung Sachsen
- 2007: Reiner-Kunze-Preis der Stadt Oelsnitz/Erzgeb.
- 2008: Calwer Hermann-Hesse-Stipendium
- 2012: German Visiting Writer in Residence am Gettysburg College
- 2014: Nikolaus-Lenau-Preis der Künstlergilde Esslingen
- 2017: Geertje-Potasch-Suhr-Preis der Society for Contemporary American Literature in German
- 2020: Alfred-Müller-Felsenburg-Preis
- 2021: Lisa-und-Robert-Kahn-Lyrikpreis der Society for Contemporary American Literature in German (SCALG), USA